# サンアントニオ県
サンアントニオ県（スペイン語：Provincia de San Antonio）は、チリの中央部にあるバルパライソ州 (V) の8つの県のうちの1つである。県都は港町であるサンアントニオ（人口87,205人）。

## 行政
県であるサンアントニオは、第二級行政区画であり、大統領によって任命される知事が政治を行っている。

### コムーナ
県は、各自治体の市長と議会により政治が行われる、6つのコムーナから構成される。
- アルガロボ
- エル・キスコ
- エル・タボ
- カルタヘナ
- サンアントニオ - 県都
- サント・ドミンゴ

## 地理と人口動態
県は、沿岸地域の1,511.6k㎡（584平方マイル）を占めている。以下は、2002年の国勢調査による。
- 人口：136,594人（州内4位）
  - 男性：67,771人
  - 女性：68,823人
  - 都市的地域：125,637人
  - 地方：10,957人